# 礼州镇
礼州镇（羅馬化：Nixzho）是中华人民共和国四川省凉山彝族自治州西昌市下辖的一个乡镇级行政单位。2019年12月，撤销兴胜乡和月华乡，将原月华乡和原兴胜乡联合村、新元村、江管村、德胜村、团结村所属行政区域划归礼州镇管辖。

## 行政区划
礼州镇下辖以下地区：
古城社区、苏祁社区、陈远村、白沙村、街村、田坝村、同心村、贵屯村和桂林村。